# خازن

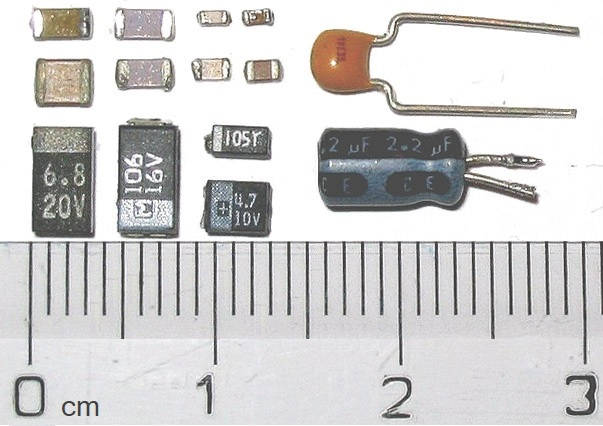
خازن‌های ریز ولتاژپایین در کنار یک خط‌کش

خازن، انباره یا کاپاسیتور (به انگلیسی: Capacitor) وسیله‌ای الکتریکی است که می‌تواند بار الکتریکی (و بنابراین انرژی الکتریکی) را در خود ذخیره کند. انواع خازن‌ها وجود دارد اما همه آن‌ها شامل دست کم دو هادی هستند که توسط یک عایق، از یکدیگر جدا شده‌اند. نام این هادی‌ها صفحات خازن است. صفحات خازن می‌توانند از جنس
رسانا مانند فلز یا آب نمک باشند. عایق دی الکتریک نیز لایه‌ای عایق است که بین صفحات خازن قرار می‌گیرد و ظرفیت خازن را افزایش می‌دهد، و جنس آن می‌تواند از شیشه، هوا، سرامیک و … باشد.
آن‌ها به همراه مقاومت‌ها، در مدارات تایمینگ استفاده می‌شوند. همچنین از خازن‌ها برای صاف کردن سطح تغییرات ولتاژ مستقیم استفاده می‌شود. از خازن‌ها در مدارات به‌عنوان فیلتر هم استفاده می‌شود؛ زیرا خازن‌ها به راحتی سیگنال‌های متناوب را عبور می‌دهند ولی مانع عبور سیگنال‌های مستقیم می‌شوند.
خازن را با حرف C که ابتدای کلمه capacitor است نمایش می‌دهند.
با توجه به این‌که بار الکتریکی در خازن ذخیره می‌شود، برای ایجاد میدان‌های الکتریکی یکنواخت می‌توان از خازن استفاده کرد. خازن‌ها می‌توانند میدان‌های الکتریکی را در حجم‌های کوچک نگه دارند؛ به علاوه می‌توان از آن‌ها برای ذخیره کردن انرژی استفاده کرد.

## توضیحاتی درمورد ظرفیّت خازن
نسبت بار ذخیره شده در خازن به اختلاف پتانسیل دو سر خازن را ظرفیّت خازن می‌نامند.
ظرفیت خازن (Capacitance) آن را با C نمایش داده و واحد آن فاراد (Farad) است.
بار الکتریکی ذخیره در خازن (Charge) آن را با Q نمایش داده و واحد آن کولُن (Coulomb) است.
اختلاف پتانسیل خازن (Voltage) آن را با V نمایش داده و واحد آن وُلت (Volt) است.
Capacitance (C) = charge (Q) / volts (V)

نماد خازن دارای دو خط است که در امتداد هم هستند. " -| |- "

## تاریخچه

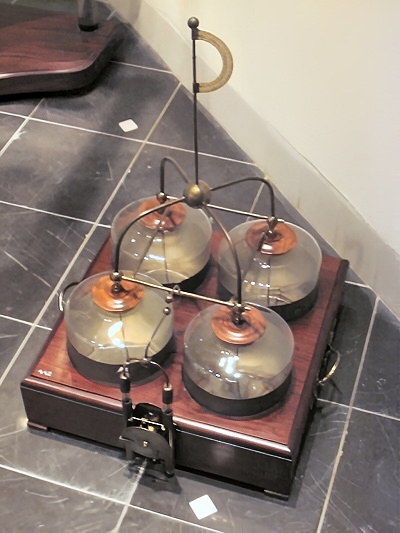
باتری حاصل از چهار بطری لیدن در موزه بوئرهاف، لیدن، هلند

در اکتبر ۱۷۴۵، اوالد جرج فون کلایست پومرانیای آلمان، دریافت که با اتصال یک مولد الکترواستاتیکی با ولتاژ بالا توسط یک سیم به حجم آب موجود در یک شیشهٔ کوچک، می‌توان بار را ذخیره کرد. دست فون کلایست و آب موجود در شیشه به عنوان رضا عمل کردند و شیشه به عنوان یک دی‌الکتریک. (اگرچه، جزئیات مکانیسم، به غلط در آن زمان تعریف شده بود). فون کلایست متوجه شد که تماس با سیم، منجر به ایجاد جرقهٔ قدرتمندی می‌شود که بسیار دردناکتر بود از آنچه که از یک دستگاه الکترواستاتیک به‌دست آمد. سال بعد، فیزیکدانی هلندی به نام پیتر فان موشن‌بروک، خازن مشابهی اختراع کرد که بطری لیدن نامیده شد. نام آن از دانشگاه لیدن گرفته شد که موشن‌بروک در آنجا کار می‌کرد. او همچنین تحت تأثیر قدرت شوکی که دریافت کرد قرار گرفت و نوشت: «من حتی در ازای پادشاهی فرانسه، در معرض شوک دوم قرار نمی‌گیرم».
دانیل گرالاث اولین کسی بود که چندین بطری را به‌طور موازی ردیف کرد تا ظرفیت ذخیره شارژ را افزایش دهد. بنجامین فرانکلین، بطری لیدن را مورد بررسی قرار داد و دریافت که این بار در شیشه ذخیره شده‌است، نه در آب، آنگونه که دیگران فرض کرده بودند. همچنین او بود که اصطلاح «باتری» را به کار برد (اشاره دارد به اینکه با ردیفی از واحدهای مشابه، نیرو افزایش می‌یابد آنگونه که در آتشبار است)، متعاقباً این نام برای سلول‌های الکتروشیمیایی به کار برده شد. بعدها برای ساختن بطری‌های لیدن، سطح داخلی و خارجی بطری‌ها را با فویل فلزی می‌پوشاندند و برای جلوگیری از ایجاد جرقه بین فویل‌ها، دهانه شیشه را خالی می‌گذاشتند. اولین واحد ظرفیت خازن‌ها، جار (بطری) بود که معادل است با حدود ۱٫۱۱ نانوفاراد.
بطری‌های لیدن یا دستگاه‌های قدرتمندتری که از صفحات شیشه‌ای مسطح در تناوب با فویل‌های رسانا ساخته می‌شدند، منحصراً در حدود سال ۱۹۰۰ مورد استفاده قرار گرفتند، آن هم‌زمانی که اختراع بی‌سیم (رادیو) تقاضا برای خازن‌های استاندارد را به وجود آورد و حرکت مداوم به سمت فرکانس‌های بالاتر به خازن‌هایی با ضریب خودالقایی پایین نیاز داشت. سپس، ساختارهای جمع و جورتری استفاده شدند، به‌طور مثال، ورق‌های دی‌الکتریک منعطف (مانند کاغذهای روغنی) را بین ورق‌های فویل فلزی قرار می‌دادند و آن را درون یک بسته کوچک می‌پیچاندند یا تا می‌کردند.
خازن‌های اولیه به عنوان خازن شناخته می‌شدند، اصطلاحی که امروزه هنوز هم به‌خصوص در برنامه‌های پرقدرت مانند سیستم‌های اتومبیل از آن استفاده می‌شود. این اصطلاح برای اولین بار برای Alessandro Volta در سال ۱۷۸۲ توسط این هدف استفاده شد، با اشاره به توانایی دستگاه برای ذخیرهٔ چگالی بیشتر بار الکتریکی نسبت به هادی ایزوله ای امکان‌پذیر است. این اصطلاح به دلیل معنی مبهم کندانسور بخار مستهلک شد و خازن از سال ۱۹۲۶ به عنوان توصیه شده تبدیل شد.
از ابتدای مطالعه مواد غیر رسانا الکتریکی مانند شیشه، چینی، کاغذ و میکا به عنوان عایق استفاده شده‌است. این مواد چند دهه بعد برای استفاده بیشتر به عنوان دی الکتریک برای اولین خازن‌ها نیز مناسب بودند. خازن‌های کاغذ ساخته شده با ساندویچ کردن نوار کاغذ آغشته شده بین نوارهای فلزی و چرخاندن نتیجه به داخل استوانه معمولاً در اواخر قرن نوزدهم مورد استفاده قرار می‌گرفتند. تولید آنها از سال ۱۸۷۶ آغاز شد، و از اوایل قرن ۲۰ به عنوان جدا کننده خازن در ارتباطات از راه دور (تلفن) استفاده شد.
پرسلن در اولین خازن‌های سرامیکی مورد استفاده قرار گرفت. در سال‌های اولیه دستگاه انتقال بی‌سیم مارکونی از خازن‌های پرسلن چینی برای ولتاژ بالا و فرکانس بالا در فرستنده‌ها استفاده می‌شد. از طرف گیرنده از خازن‌های میکا کوچکتر برای مدارهای رزونانس استفاده شد. خازن‌های دی الکتریک میکا در سال ۱۹۰۹ توسط ویلیام دوبیلیر اختراع شد. قبل از جنگ جهانی دوم، میکا رایج‌ترین دی الکتریک برای خازن‌ها در ایالات متحده بود.
چارلز پولاک (متولد کارول پولاک)، مخترع اولین خازن‌های الکترولیتی، فهمید که لایه اکسید روی یک آند آلومینیوم حتی در هنگام خاموش شدن برق در یک الکترولیت خنثی یا قلیایی پایدار می‌ماند. در سال ۱۸۹۶ به ایالات متحده ثبت اختراع شماره ۶۷۲٫۹۱۳ را برای «خازن مایع برقی با الکترودهای آلومینیومی» اعطا کرد. در اوایل دهه ۱۹۵۰ خازنهای تانتالیوم الکترولیتی جامد توسط آزمایشگاه‌های بل به عنوان یک خازن پشتیبانی کم ولتاژ کوچک و مطمئن تر برای تکمیل ترانزیستور تازه اختراع شده خود اختراع شدند.
با توسعه مواد پلاستیکی توسط شیمی دانان ارگانیک در طول جنگ جهانی دوم، صنعت خازن شروع به جایگزینی کاغذ با فیلم‌های پلیمری نازک‌تر کرد. یکی از پیشرفتهای اولیه در خازنهای فیلم در ثبت اختراعات ۵۸۷٬۹۵۳ در انگلیس در سال ۱۹۴۴ توصیف شد.
خازن‌های دو لایه الکتریکی (در حال حاضر ابررساناها) در سال ۱۹۵۷ اختراع شدند که H. Becker یک "خازن الکترولیتی ولتاژ کم با الکترودهای کربن متخلخل" تولید کرد. او معتقد بود که این انرژی به عنوان بار در منافذ کربن مورد استفاده در خازن او و همچنین در منافذ پوسته‌های چوبی خازن‌های الکترولیتی ذخیره می‌شود. از آنجا که مکانیسم لایه دوتایی در آن زمان توسط وی شناخته نشده بود، در این ثبت اختراع نوشت: "دقیقاً مشخص نیست که در صورت استفاده برای ذخیره انرژی، در این جزء چه اتفاقی می‌افتد، اما به ظرفیت بسیار بالایی منجر می‌شود.
خازن فلزی- اکسید و نیمه هادی (خازن MOS) از ساختار ترانزیستور اثر میدان فلزی- اکسید - نیمه هادی (MOSFET) سرچشمه می‌گیرد، جایی که خازن MOS توسط دو اتصالات p-n در کنار هم قرار دارد. ساختار MOSFET توسط محمد م. آتلا و داون کهنگ در آزمایشگاه‌های بل در سال ۱۹۵۹ اختراع شد. خازن MOS بعداً به عنوان خازن ذخیره‌سازی در تراشه‌های حافظه مورد استفاده قرار گرفت، و به عنوان بلوک ساختمان اصلی دستگاه همراه با شارژ (CCD) در فناوری حسگر تصویر استفاده می‌شود. در حافظه دستیابی تصادفی پویا (DRAM)، هر سلول حافظه به‌طور معمول از یک خازن MOSFET و MOS تشکیل می‌شود.

## ظرفیت خازن
ظرفیت خازن معیاری برای اندازه‌گیری توانایی نگهداری انرژی الکتریکی است. هرچه ظرفیت یک خازن بیشتر باشد، خازن قادر به نگهداری انرژی الکتریکی بیشتری است. ظرفیت خازن‌ها یک کمیت فیزیکی‌ست و به ساختمان خازن وابسته است و به مدار و اختلاف پتانسیل بستگی ندارد.
واحد اندازه‌گیری ظرفیت خازن در SI کولن بر ولت بوده که آن را فاراد (F) می‌نامند. ۱ فاراد یکای بسیار بزرگی است و در عمل، ظرفیت اکثر خازن‌های متداول در محدودهٔ میلی فاراد (mF)، میکروفاراد (µF)، نانوفاراد (nF) و پیکوفاراد (pF) است.
نسبت مقدار باری که روی صفحات خازن انباشته می‌شود ({\displaystyle Q}) بر اختلاف پتانسیل دو سر باتری ({\displaystyle V}) را ظرفیت خازن ({\displaystyle C}) گویند؛ یعنی {\displaystyle C={\frac {Q}{V}}}. در خازن‌های تخت (که دو صفحهٔ خازن، دو صفحه رسانای موازی با مساحت {\displaystyle A} است که به فاصله {\displaystyle d} از یکدیگر قرار گرفته‌اند) ظرفیت برابر است با {\displaystyle C=\kappa \varepsilon _{0}{\frac {A}{d}}}. در این رابطه {\displaystyle \varepsilon _{0}=8.85\times 10^{-12}{\frac {C^{2}}{N.m^{2}}}} ضریب گذردهی الکتریکی خلأ است و {\displaystyle \kappa } ثابت دی‌الکتریک است که متناسب با جنس دی‌الکتریک استفاده شده در خازن است. تقریباً برای هوا و خلأ {\displaystyle \kappa =1} است و برای محیطهای دیگر مانند آب {\displaystyle \kappa =80} و …
- آزمایش نشان می‌دهد که ظرفیت یک خازن تنها به اندازه بار ({\displaystyle Q}) یا به اختلاف پتانسیل دو سر خازن ({\displaystyle V}) بستگی ندارد بلکه به {\displaystyle {\frac {Q}{V}}} بستگی دارد.

## انرژی خازن
وقتی صفحه‌های خازن دارای بار الکتریکی می‌شوند، در خازن انرژی نیز ذخیره می‌شود؛ مثلاً در هنگام شارژ شدن خازن توسط باتری، دائماً باری جزئی از یک صفحهٔ خازن جدا و به همان اندازه به صفحهٔ دیگر منتقل می‌شود؛ بنابراین طی این فرایند، باتری روی خازن کار انجام می‌دهد و این کار به صورت انرژی درون خازن ذخیره می‌شود؛ بنابراین {\displaystyle U_{C}={\frac {1}{2}}VQ={\frac {1}{2}}CV^{2}={\frac {1}{2}}{\frac {Q^{2}}{C}}}.
به عبارت ساده انرژی ذخیره شده در یک خازن یک فارادی ۲۲۰ ولتی می‌تواند یک مصرف‌کننده ۶٬۷۲۲ وات را به مدت یک ساعت روشن کند.
{\displaystyle {\mbox{24200 W.s}}=\,\mathrm {\frac {1}{2}} {{1F\times 220V}^{2}}}
و یا انرژی ذخیره شده در یک خازن یک فارادی ۱۲ ولتی می‌تواند یک مصرف‌کننده ۰٬۰۲ وات را به مدت یک ساعت روشن کند (مثلاً یک LED لامپ ۲۰ میلی وات).
{\displaystyle {\mbox{72 W.s}}=\,\mathrm {\frac {1}{2}} {{1F\times 12V}^{2}}}

## ساختمان خازن

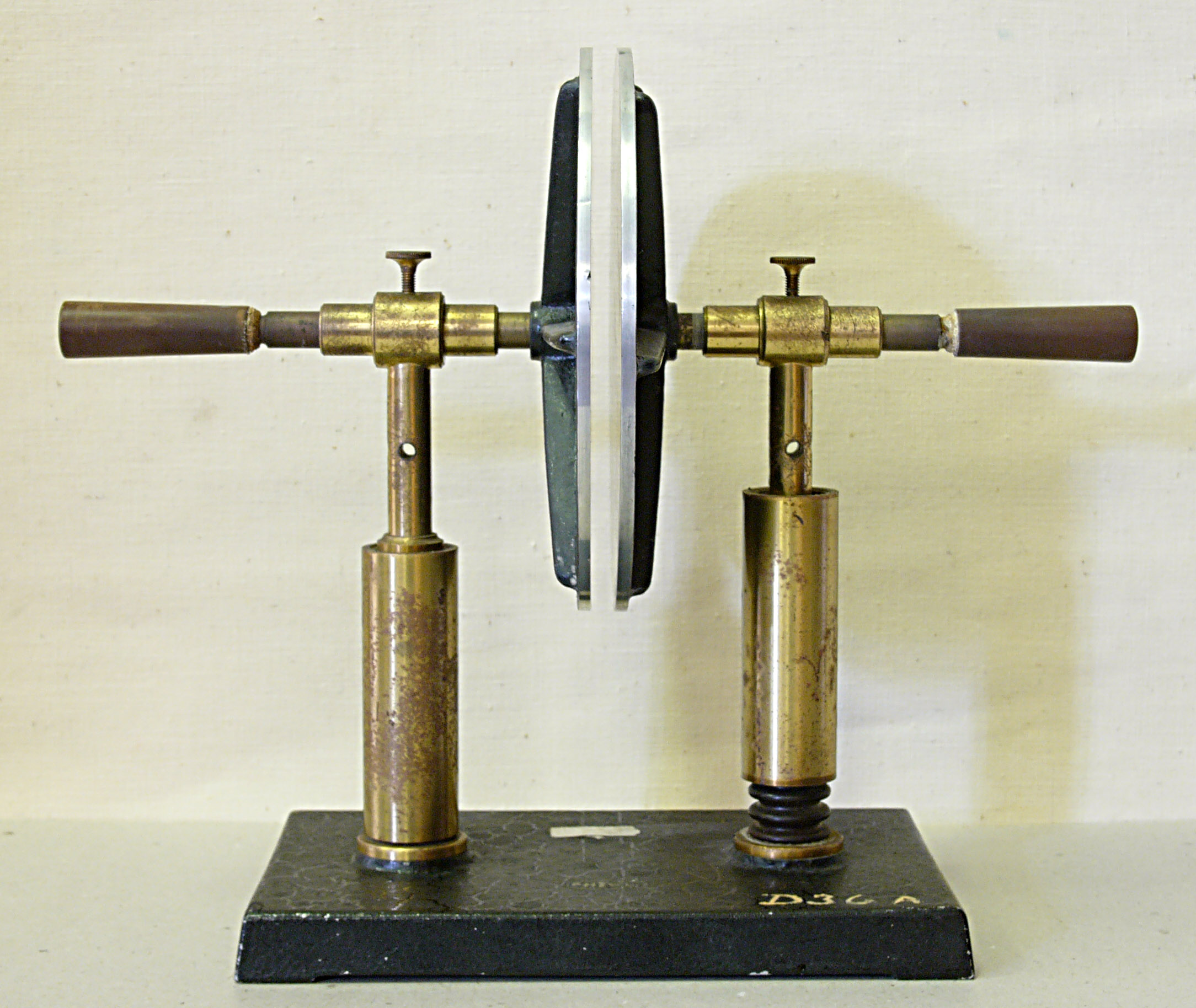
یک نمایش ساده از خازنی با صفحه‌های موازی

ساختمان داخلی خازن از دو قسمت اصلی تشکیل می‌شود:
- صفحات هادی
- عایق بین هادی‌ها (دی‌الکتریک)

هرگاه دو هادی در مقابل هم قرار گرفته و در بین آن‌ها عایقی قرار داده شود، تشکیل خازن می‌دهند. معمولاً صفحات هادی خازن از جنس آلومینیوم، روی و نقره با سطح نسبتاً زیاد بوده و در بین آن‌ها عایقی (دی‌الکتریک) از جنس هوا، کاغذ، میکا، پلاستیک، سرامیک، اکسید آلومینیوم و اکسید تانتالیوم استفاده می‌شود. هر چه ضریب دی‌الکتریک یک ماده عایق بزرگ‌تر باشد آن دی‌الکتریک دارای خاصیت عایقی بهتر است. به عنوان مثال، ضریب دی‌الکتریک هوا ۱ و ضریب دی‌الکتریک اکسید آلومینیوم ۷ می‌باشد؛ بنابراین خاصیت عایقی اکسید آلومینیوم ۷ برابر خاصیت عایقی هوا است. در واقع دی الکتریک با ایجاد میدانی در خلاف جهت میدان موجود در بین صفحات خازن به خازن اجازه ذخیره بار بیشتر بدون فروشکست را می‌دهد.

## انواع خازن
خازن‌ها بر حسب ثابت یا متغیر بودن ظرفیت به دو گروه کلی ثابت و متغیر تقسیم‌بندی می‌شوند. خازن‌ها انواع مختلفی دارند و از لحاظ شکل و اندازه با یک دیگر متفاوتند. بعضی از خازن‌ها از روغن پر شده و بسیار حجیمند.

### خازنهای ثابت
این خازن‌ها دارای ظرفیت معینی هستند که در وضعیت معمولی تغییر پیدا نمی‌کنند. خازن‌های ثابت را بر اساس نوع ماده دی‌الکتریک به کار رفته در آن‌ها تقسیم‌بندی و نام‌گذاری می‌کنند و از آن‌ها در مصارف مختلف استفاده می‌شود. از جمله این خازن‌ها می‌توان انواع سرامیکی، میکا، ورقه‌ای (کاغذی و پلاستیکی)، الکترولیتی، روغنی، گازی و نوع خاص فیلم (Film) را نام برد. اگر ماده دی‌الکتریک طی یک فعالیت شیمیایی تشکیل شده باشد آن را خازن الکترولیتی و در غیر این صورت آن را خازن خشک گویند. خازن‌های روغنی و گازی در صنعت برق بیشتر در مدارهای الکتریکی برای راه اندازی یا اصلاح ضریب قدرت به کار می‌روند. بقیه خازن‌های ثابت دارای ویژگی‌های خاصی هستند.
- خازن‌های ثابت:
  - سرامیکی
  - خازن‌های ورقه‌ای
  - خازن‌های میکا
  - خازن‌های الکترولیتی
  - آلومینیومی
  - تانتالیوم

#### خازنهای سرامیکی
انواع مختلف خازن سرامیکی (به انگلیسی: Ceramic capacitor) معمولترین خازن غیر الکترولیتی است که در آن دی‌الکتریک بکار رفته از جنس سرامیک است. ثابت دی‌الکتریک سرامیک بالا است، از این رو امکان ساخت خازن‌های با ظرفیت زیاد در اندازه کوچک را در مقایسه با سایر خازن‌ها به وجود آورده، در نتیجه ولتاژ کار آن‌ها بالا خواهد بود. ظرفیت خازن‌های سرامیکی معمولاً بین ۲ پیکوفاراد تا ۱/۰ میکروفاراد است. این نوع خازن به صورت دیسکی (عدسی) و استوانه‌ای تولید می‌شود و بسامد کار خازن‌های سرامیکی بالای ۱۰۰ مگاهرتز است. عیب بزرگ این خازن‌ها وابسته بودن ظرفیت آن‌ها به دمای محیط است، زیرا با تغییر دما ظرفیت خازن تغییر می‌کند. از این خازن در مدارهای الکترونیکی، مانند مدارهای مخابراتی و رادیویی استفاده می‌شود.

#### خازنهای ورقه‌ای
در خازن‌های ورقه‌ای از کاغذ و مواد پلاستیکی به سبب انعطاف‌پذیری آنها، برای دی‌الکتریک استفاده می‌شود. این گروه از خازن‌ها خود به دو صورت ساخته می‌شوند:

##### خازنهای کاغذی
دی‌الکتریک این نوع خازن از یک صفحه نازک کاغذ متخلخل تشکیل شده که یک دی‌الکتریک مناسب درون آن تزریق می‌گردد تا مانع از جذب رطوبت گردد. برای جلوگیری از تبخیر دی‌الکتریک درون کاغذ، خازن را درون یک قاب محکم و نفوذناپذیر قرار می‌دهند. خازن‌های کاغذی به علت کوچک بودن ضریب دی‌الکتریک عایق آن‌ها دارای ابعاد فیزیکی بزرگ هستند، اما از مزایای این خازن‌ها آن است که در ولتاژها و جریان‌های زیاد می‌توان از آن‌ها استفاده کرد.

#### خازنهای میکا
در این نوع خازن از ورقه‌های نازک میکا در بین صفحات خازن (ورقه‌های فلزی – آلومینیوم) استفاده می‌شود و در پایان، مجموعه در یک محفظه قرار داده می‌شوند تا از اثر رطوبت جلوگیری شود. ظرفیت خازن‌های میکا تقریباً بین ۰/۰۱ تا ۱ میکروفاراد است. از ویژگی‌های اصلی و مهم این خازن‌ها می‌توان داشتن ولتاژ کار بالا، عمر طولانی و کاربرد در مدارات فرکانس بالا را نام برد.

#### خازنهای الکترولیتی

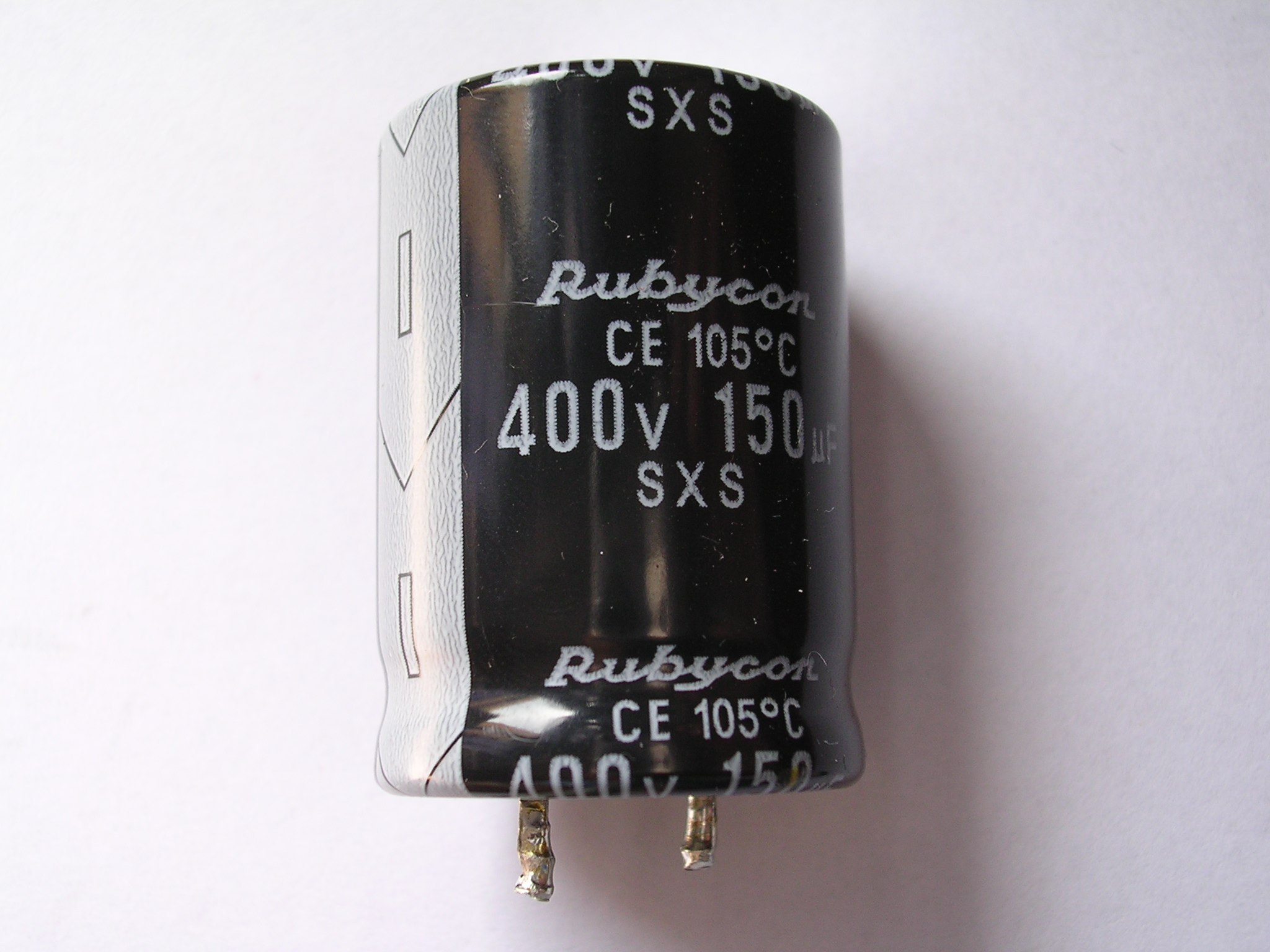
یک نمونه خازن الکترولیت رایج

این نوع خازن‌ها معمولاً در رنج میکروفاراد هستند. خازن‌های الکترولیتی همان خازن‌های ثابت هستند، اما اندازه و ظرفیتشان از خازن‌های ثابت بزرگتر است. نام دیگر این خازنها، خازن شیمیایی است. علت نامیدن آن‌ها به این نام این است که دی‌الکتریک این خازن‌ها از یک واکنش شیمیایی بین یک الکترولیت رسانا و یکی از صفحات خازن ایجاد می‌شود. این واکنش در اولین بار شارژ شدن خازن در کارخانه اتفاق می‌افتد. در این واکنش یکی از صفحات خازن اکسید شده و این لایه اکسید وظیفه دی الکتریک را انجام می‌دهد. الکترود دیگر و الکترولیت رسانای بین الکترودها با همدیگر الکترود دیگر خازن را تشکیل می‌دهند. نازک بودن لایه اکسید باعث بالا رفتن ظرفیت خازن می‌شود. این خازن‌ها دارای قطب یا پایه مثبت و منفی می‌باشند و اگر در مدار این قطبیت رعایت نشود لایه اکسید فلز دوباره احیا شده و دو الکترود خازن اتصال کوتاه شده و خازن رسانا می‌شود که می‌تواند باعث گرم شدن الکترولیت و سپس تبخیر آن شده که خود باعث انفجار خازن می‌شود. روی بدنه خازن کنار پایه منفی، علامت – نوشته شده‌است. مقدار واقعی ظرفیت و ولتاژ قابل تحمل آن‌ها نیز روی بدنه درج شده‌است. خازن‌های الکترولیتی در دو نوع آلومینیومی و تانتالیومی ساخته می‌شوند. یکی از کاربردهای گسترده این نوع خازن استفاده در مدار یکسوساز دیودی به عنوان فیلتر dc است.

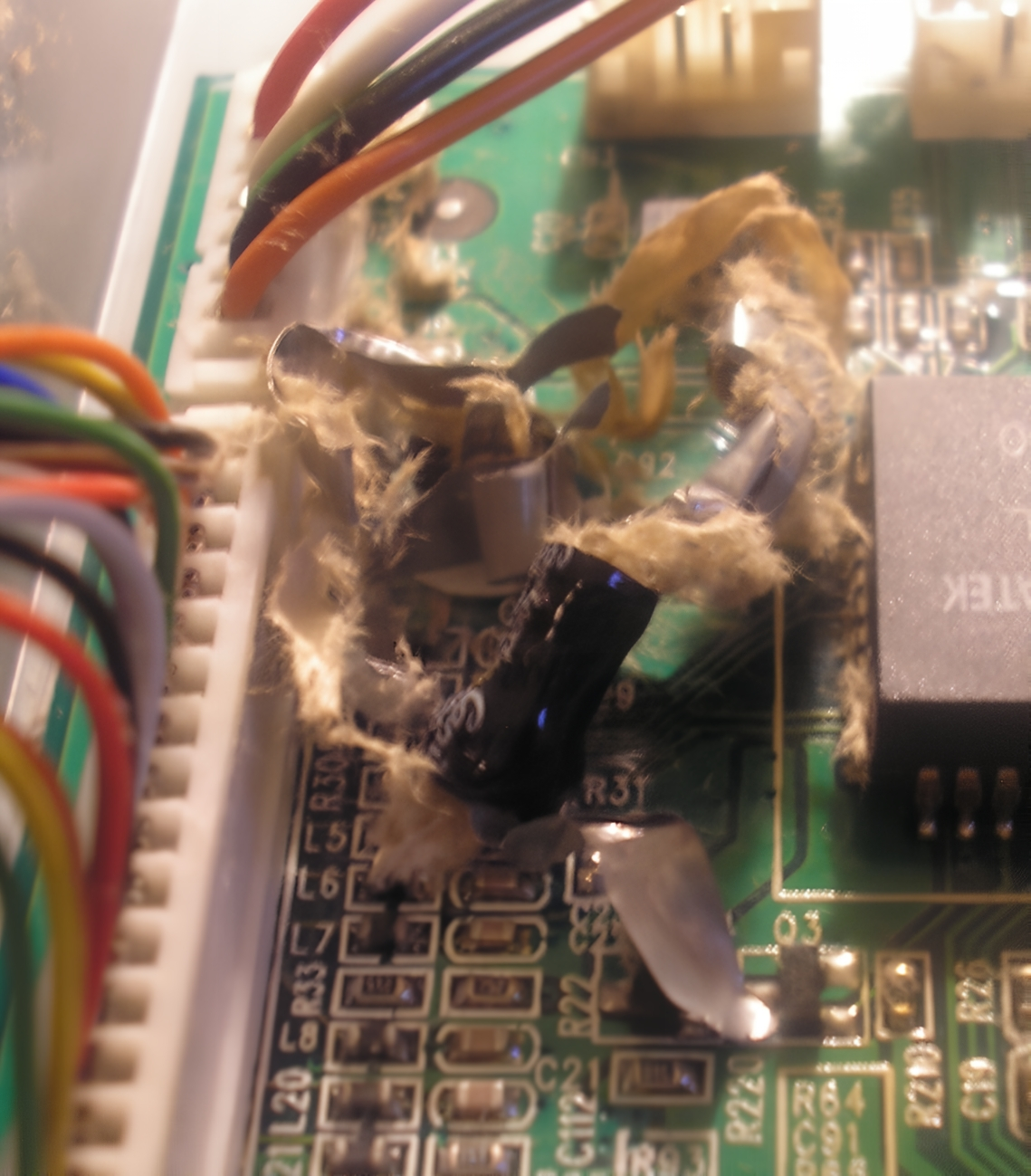
انفجار یک خازن الکترولیتی به علت اعمال ولتاژ زیاد

##### خازن آلومینیومی
این خازن همانند خازن‌های ورقه‌ای از دو ورقه آلومینیومی تشکیل شده‌است. یکی از این ورقه‌ها که لایه اکسید بر روی آن ایجاد می‌شود «آند» نامیده می‌شود و ورقه آلومینیومی دیگر نقش کاتد را دارد. ساختمان داخلی آن بدین صورت است که دو ورقه آلومینیومی به همراه دو لایه کاغذ متخلخل که در بین آن‌ها قرار دارند هم‌زمان پیچیده شده و سیم‌های اتصال نیز به انتهای ورقه‌های آلومینیومی متصل می‌شوند. پس از پیچیدن ورقه‌ها آن را درون یک الکترولیت مناسب که شکل‌گیری لایه اکسید را سرعت می‌بخشد غوطه‌ور می‌سازند تا دو لایه کاغذ متخلخل از الکترولیت پر شوند. سپس کل مجموعه را درون یک قاب فلزی قرار داده و با یک پولک پلاستیکی که سیم‌های خازن از آن می‌گذرد محکم بسته می‌شود.

##### خازن تانتالیوم
نوشتار اصلی: خازن تانتالیوم

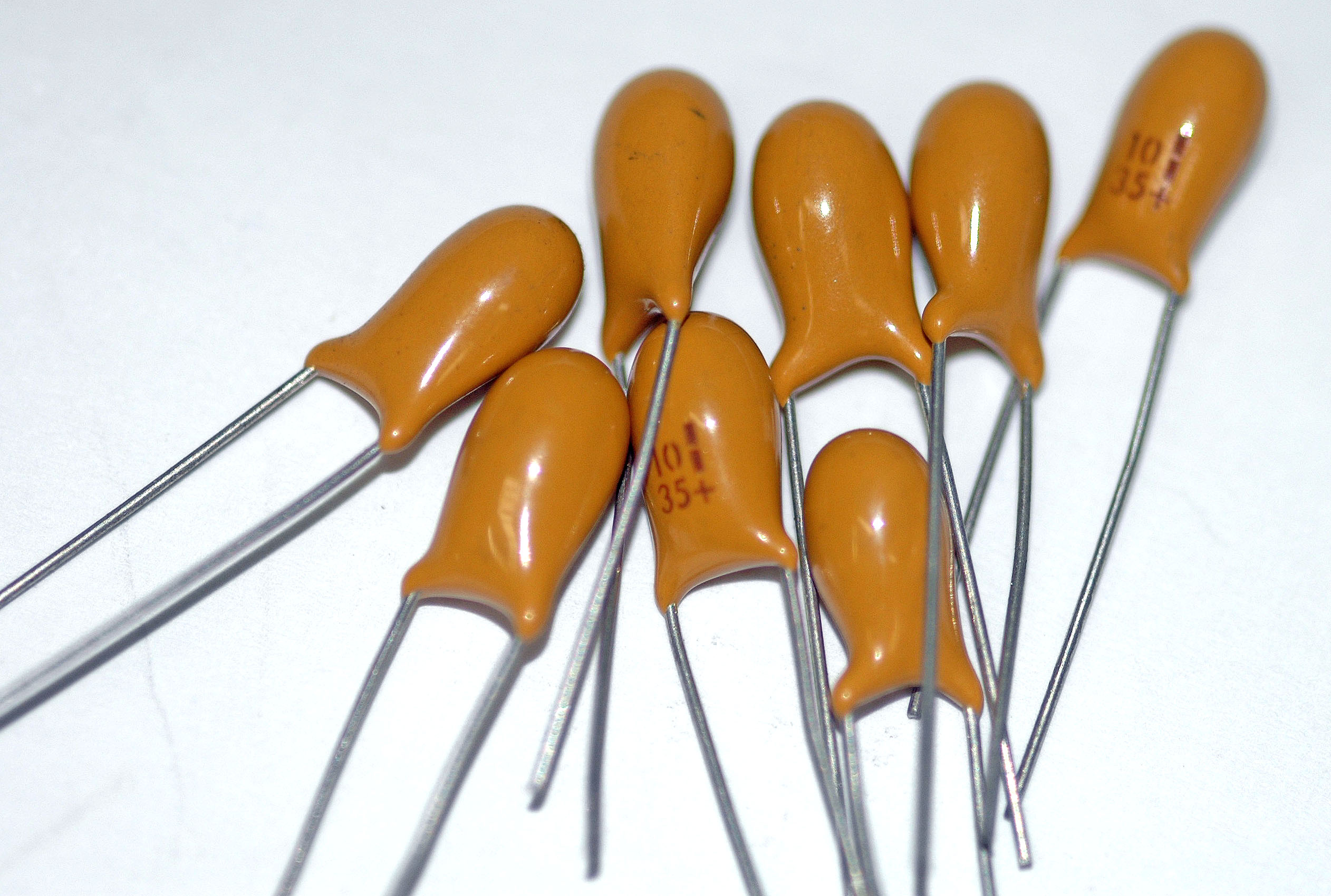
خازن تانتالیوم

در این نوع خازن به جای آلومینیوم از فلز تانتالیوم استفاده می‌شود. زیاد بودن ثابت دی‌الکتریک اکسید تانتالیوم نسبت به اکسید آلومینیوم (حدوداً ۳ برابر) سبب می‌شود خازن‌های تانتالیومی نسبت به نوع آلومینیومی در حجم مساوی دارای ظرفیت بیشتری باشند. محاسن خازن تانتالیومی نسبت به نوع آلومینیومی بدین قرار است:
- ابعاد کوچکتر
- جریان نشتی کمتر
- عمر کارکرد طولانی

از جمله معایب این نوع خازن در مقایسه با خازن‌های آلومینیومی می‌توان به موارد زیر اشاره کرد:
- خازن‌های تانتالیوم گرانتر هستند
- نسبت به افزایش ولتاژ اعمال شده در مقابل ولتاژ مجاز آن، همچنین معکوس شدن پلاریته حساس ترند
- قابلیت تحمل جریان‌های شارژ و دشارژ زیاد را ندارند
- خازن‌های تانتالیوم دارای محدودیت ظرفیت هستند (حد اکثر تا ۳۳۰ میکرو فاراد ساخته می‌شوند)

### خازنهای نصب سطحی
خازن های نصب سطحی از یک بلوک مستطیل شکل از دی الکتریک سرامیکی تشکیل شده است که در آن تعدادی الکترود به هم پیوسته و لایه لایه ساخته شده از فلزات گرانبها شامل نقره و پالادیوم قرار دارد.

### خازنهای متغیر
به‌طور کلی با تغییر سه عامل می‌توان ظرفیت خازن را تغییر داد: «فاصله صفحات»، «سطح صفحات» و «نوع دی‌الکتریک». اساس کار خازن متغیر بر مبنای تغییر سطح مشترک صفحات خازن یا تغییر ضخامت دی‌الکتریک است، ظرفیت یک خازن نسبت مستقیم با سطح مشترک دو صفحه خازن دارد. خازن‌های متغیر عموماً از نوع عایق هوا یا پلاستیک هستند. نوعی که به وسیله دسته متحرک (محور) عمل تغییر ظرفیت انجام می‌شود «متغیر (Variable)» نامند و در نوع دیگر این عمل به وسیله پیچ گوشتی صورت می‌گیرد که به آن «تریمر» گویند. محدوده ظرفیت خازن‌های متغیر (Variable) ۱۰ تا ۴۰۰ پیکو فاراد و در خازن‌های تریمر از ۵ تا ۳۰ پیکو فاراد است. از این خازن‌ها در گیرنده‌های رادیویی برای تنظیم فرکانس ایستگاه رادیویی استفاده می‌شود.
در مدارهای تیونینگ رادیویی از این خازن‌ها استفاده می‌شود و به همین دلیل به این خازن‌ها گاهی خازن تیونینگ هم گفته می‌شود. ظرفیت این خازن‌ها خیلی کم و در حدود ۱۰۰ تا ۵۰۰ پیکوفاراد است و به دلیل ظرفیت پایین در مدارات تایمینگ مورد استفاده قرار نمی‌گیرند، در مدارات تایمینگ از خازن‌های ثابت استفاده می‌شود و اگر نیاز باشد دوره تناوب را تغییر دهیم، این عمل به کمک مقاومت انجام می‌شود.
- خازن‌های متغیر
  - متغیر (Variable)
  - تریمر

#### خازن‌های تریمر
خازن‌های تریمر خازن‌های متغیر کوچک و با ظرفیت بسیار پایین هستند. ظرفیت این خازن‌ها از حدود ۱ تا ۱۰۰ پیکوفاراد است و بیشتر در تیونرهای مدارات با فرکانس بالا مورد استفاده قرار می‌گیرند. این خازن‌ها معمولاً دارای ۳ پایه هستند که نوع ۲ پایه عملاً فرقی در مونتاژ ندارد.
ابرخازن‌ها:
این نوع خازن‌ها دارای ظرفیت بسیار زیاد از ۱ فاراد تا چند KF(کیلو فاراد) می‌باشند و در ساخت آن‌ها از فناوری نانو استفاده شده‌است. یکی از کاربردهای این نوع خازن، کاهش زمان شارژ باتری‌های اتومبیل‌های برقی می‌باشد (که اصلی‌ترین مشکل خودروهای برقی می‌باشد)

### انواع خازن بر اساس شکل ظاهری آن‌ها
- خازن مسطح (خازن تخت)
- خازن کروی
- خازن استوانه‌ای

#### خازن مسطح
خازن‌های مسطح از دو صفحه هادی که بین آن‌ها عایق یا دی‌الکتریک قرار دارد تشکیل می‌شوند. صفحات هادی نسبتاً بزرگ هستند و در فاصله‌ای بسیار نزدیک به هم قرار می‌گیرند. دی‌الکتریک این نوع خازن‌ها انواع مختلفی دارد و با ضریب مخصوصی که نسبت به هوا سنجیده می‌شود، معرفی می‌گردد. این ضریب را ضریب دی‌الکتریک می‌نامند. برخی دیگر بسیار کوچک و به اندازه یک‌دانه عدس می‌باشند.

### انواع خازن‌ها بر اساس دی‌الکتریک آن‌ها
- خازن سرامیکی.

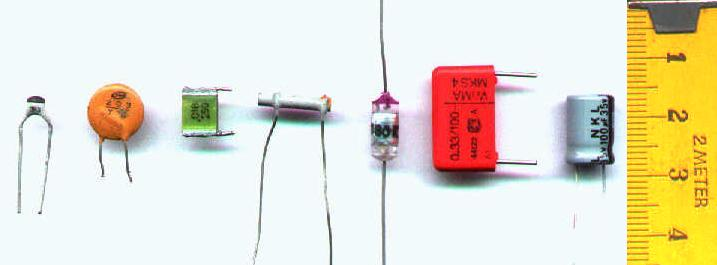
مواد به کار رفته در خازن. از چپ: سرامیک چندلایه، دیسک سرامیکی، فیلم پلی‌استر چندلایه، سرامیکی لوله‌ای، یونولیت، فیلم پلی‌استر متالیزه شده، الکترولیتی آلومینیوم.

- خازن با صفحات عایق پلاستیکی و الکترولیتی.
- خازن با لایه عایق اکسید فلز (مثل اکسید آلومینیوم، تانتالیوم، نایوبیوم).
- خازن با عایق از عناصر طبیعی (مثل هوا، شیشه، میکا، گاز SF6 یا سولفور هگزاکلراید، کاغذ، خلأ و …).

== کاربرد خازن‌ها در مدارهای دیجیتال و آنالو
در مدارهای دیجیتال از خازن‌ها به عنوان عنصر ذخیره‌کنندهٔ انرژی استفاده می‌کنند که در یک لحظه شارژ و در لحظه دیگر دی شارژ می‌شود ولی در مدارهای آنالوگ از خازن جهت ایزوله کردن (جدا ساختن) دو منبع متناوب و مستقیم استفاده می‌شود. خازن در برابر ولتاژ متناوب مثل اتصال کوتاه عمل می‌کند و اجازه ورود یا خروج می‌دهد ولی در مقابل ولتاژ مستقیم همانند سد عمل می‌کند و اجازه ورود یا خارج شدن ولتاژ مستقیم از مدار را به قسمت تحت ایزوله خود نمی‌دهد.

## شارژ یا پر کردن یک خازن

یک مدار خازنی-مقاومتی ساده که چگونگی شارژ خازن را نمایش می‌دهد.

وقتی که یک خازن بی‌بار را به دو سر یک باتری وصل کنیم؛ الکترونها در مدار جاری می‌شوند. بدین ترتیب یکی از صفحات بار مثبت و صفحه دیگر بار منفی پیدا می‌کند. آن صفحه‌ای که به قطب مثبت باتری وصل شده؛ بار مثبت و صفحه دیگر بار منفی پیدا می‌کند. خازن پس از ذخیره کردن مقدار معینی از بار الکتریکی پر می‌شود؛ یعنی وجود اینکه کلید همچنان بسته‌است، ولی جریانی از مدار عبور نمی‌کند و در واقع جریان به صفر می‌رسد؛ یعنی به محض اینکه یک خازن خالی بدون بار را در یک مدار به مولد متصل کردیم؛ پس از مدتی کوتاه عقربه گالوانومتر دوباره روی صفر بر می‌گردد؛ یعنی دیگر جریانی از مدار عبور نمی‌کند. در این حالت می‌گوییم خازن پرشده‌است.

## دشارژ یا تخلیه یک خازن
ابتدا خازنی را که پر است در نظر می‌گیریم. دو سر خازن را توسط یک سیم به همدیگر وصل می‌کنیم. در این حالت برای مدت کوتاهی جریانی در مدار برقرار می‌شود و این جریان تا زمانی که بار روی صفحات خازن وجود دارد برقرار است. پس از مدت زمانی جریان صفر خواهد شد؛ یعنی دیگر باری بر روی صفحات خازن وجود ندارد و خازن تخلیه شده‌است.

## تأثیر ماده دی‌الکتریک
وقتی که خازنی را به مولدی وصل می‌کنیم؛ یک میدان یکنواخت در داخل خازن به وجود می‌آید. این میدان الکتریکی بر توزیع بارهای الکتریکی اتم‌های عایقی که در بین صفحات قرار دارد اثر می‌گذارد و باعث می‌شود که دوقطبیهای موجود در عایق طوری شکل‌گیری کنند؛ که در یک سمت عایق بارهای مثبت و در سمت دیگر آن بارهای منفی تجمع یابند. توزیع بارهایی که در لبه‌های عایق قرار دارند، بر بارهای روی صفحات خازن اثر می‌گذارد؛ یعنی بارهای منفی روی لبه‌های عایق، بارهای مثبت بیشتری را روی صفحات خازن جمع می‌کند؛ و همین‌طور بارهای مثبت روی لبه‌های عایق بارهای منفی بیشتری را روی صفحات خازن جمع می‌کند؛ بنابراین با افزایش ثابت دی‌الکتریک (K) می‌توان بارهای بیشتری را روی خازن جمع کرد و باعث افزایش ظرفیت یک خازن شد. با گذاشتن دی‌الکتریک در بین صفحات یک خازن ظرفیت آن افزایش می‌یابد.

## میدان الکتریکی درون خازن تخت
در فضای بین صفحات خازن باردار میدان الکتریکی یکنواختی برقرار می‌شود که جهت آن همواره از صفحه مثبت خازن به سمت صفحه منفی خازن است. اندازه میدان همواره یک عدد ثابت می‌باشد و از فرمول زیر به‌دست می‌آید:
{\displaystyle E={\frac {V}{d}}}
که در آن:
- E: میدان الکتریکی
- V: اختلاف پتانسیل دو سر خازن
- d: فاصله بین دو صفحه خازن

میدان الکتریکی با اختلاف پتانسیل دو سر خازن نسبت مستقیم و با فاصله بین صفحات خازن نسبت عکس دارد.

اصل و ساختار اساسی خازن ها
ساختار اصلی یک خازن دو الکترود (صفحات فلزی) است که در یک فاصله با یکدیگر مخالف هستند. هنگامی که یک ولتاژ DC (V) به 2 الکترود اعمال می شود، الکترون ها فوراً روی یکی از الکترودها جمع می شوند که دارای بار منفی است و الکترود دیگر در حالت الکترون ناکافی و دارای بار مثبت است. این حالت حتی پس از حذف ولتاژ DC نیز ادامه دارد. یعنی بار الکتریکی (Q) بین دو الکترود جمع می شود. یک دی الکتریک (سرامیک، فیلم پلاستیکی و غیره) بین الکترودها وارد می شود و بار الکتریکی انباشته شده به دلیل قطبش دی الکتریک افزایش می یابد. شاخصی که نشان می دهد که یک خازن چقدر بار انباشته شده است، ظرفیت (C) نامیده می شود (به آن ظرفیت گفته می شود).

## به هم بستن خازن‌ها
خازن‌ها در مدار به دو صورت بسته می‌شوند:
1. موازی
2. متوالی (سری)

### بستن خازن‌ها به روش موازی

خازن‌هایی که موازی به هم متصل شده‌اند.

در بستن به روش موازی، بین خازن‌ها دو نقطه اشتراک وجود دارد. در این روش:
- اختلاف پتانسیل برای همهٔ خازن‌ها یکی است.
- بار ذخیره شده در کل مدار برابر است با مجموع بارهای ذخیره شده در هریک از خازنها.

(طرز تشخیص این نوع بستن خازن آن است که دو خازن را هنگامی متوالی گویند که فقط و فقط از یک طرف مستقیماً به هم وصل باشند و انشعابی بین آن دو نباشد) تعریف انشعاب: هرگاه سه سیم یا بیشتر در یک نقطه بهم متصل باشند و به جاهای دیگر از مدار وصل باشند مثلاً به یک خازن دیگر یا مقاومت دیگر یا سیم دیگری از مدار وصل باشند؛ آن گاه می‌گوییم انشعاب وجود دارد وگرنه سیمی که انشعاب گرفته شود و به جایی از مدار وصل نباشد دیگر انشعاب نیست.

#### ظرفیت معادل در حالت موازی
با فرض اینکه {\displaystyle n} خازن به نام‌های {\displaystyle 1,2,3,...,n} در اختیار داشته باشیم:

(Q:بار کل n خازن است)

یعنی ظرفیت معادل در حالت موازی، برابر با جمع ظرفیت خازن‌هاست.
همچنین جریان کل: {\displaystyle I=I_{1}+I_{2}+I_{3}+\cdots +I_{n}}
اندیس‌ها مربوط به خازن‌های {\displaystyle 1,2,3,...,n} است.

### بستن خازن‌ها به صورت متوالی

بستن خازن‌ها به صورت سری.

در بستن به روش متوالی بین خازن‌ها یک نقطه اشتراک وجود دارد و تنها دو صفحه دو طرف مجموعه به مولد بسته شده و از مولد بار دریافت می‌کند؛ صفحات مقابل نیز از طریق القاء بار الکتریکی دریافت می‌کنند؛ بنابراین اندازه بار الکتریکی روی همه خازن‌ها در این حالت باهم برابر است. (طرز تشخیص این نوع بستن خازن آنست که دو خازن را هنگامی متوالی گویند که فقط و فقط از یک طرف مستقیماً بهم وصل باشند و انشعابی بین آن دو نباشد) در بستن خازن‌ها به طریق متوالی:
- بارهای روی صفحات هر خازن یکی است.
- اختلاف پتانسیل دو سر مدار برابر است با مجموع اختلاف پتانسیل دو سر هر یک از خازن‌ها.

#### ظرفیت معادل در حالت متوالی
بار کل:
{\displaystyle Q=Q_{1}=Q_{2}=Q_{3}}
اختلاف پتانسیل کل:
{\displaystyle V=V_{1}+V_{2}+V_{3}}
{\displaystyle {\frac {q}{C}}={\frac {q_{1}}{C_{1}}}+{\frac {q_{2}}{C_{2}}}+{\frac {q_{3}}{C_{3}}}}
{\displaystyle {\frac {1}{C}}={\frac {1}{C_{1}}}+{\frac {1}{C_{2}}}+{\frac {1}{C_{3}}}}
جریان کل:
{\displaystyle I=I_{1}=I_{2}=I_{3}}
بنابراین وارون ظرفیت معادل در حالت متوالی، برابر است با مجموع وارون ظرفیت هریک از خازن‌ها.

## انرژی ذخیره شده در خازن
پر شدن یک خازن باعث به وجود آمدن بار ذخیره در روی آن می‌شود و این هم باعث می‌شود که انرژی روی صفحات ذخیره گردد. کاری که در فرایند پر شدن خازن (شارژ) انجام می‌شود را می‌توان محاسبه نمود. در واقع، انرژی ذخیره شده در خازن برابر با نصف حاصل ضرب بار الکتریکی در ولتاژ است. به عبارت دیگر، انرژی ذخیره شده در خازن برابر نصف حاصلضرب ظرفیت خازن در مجذور ولتاژ است. به فرمول‌های زیر دقت کنید:
U = 1/2 q v = 1/2 c v2=1/2 q2/c

## کد رنگی خازن‌ها

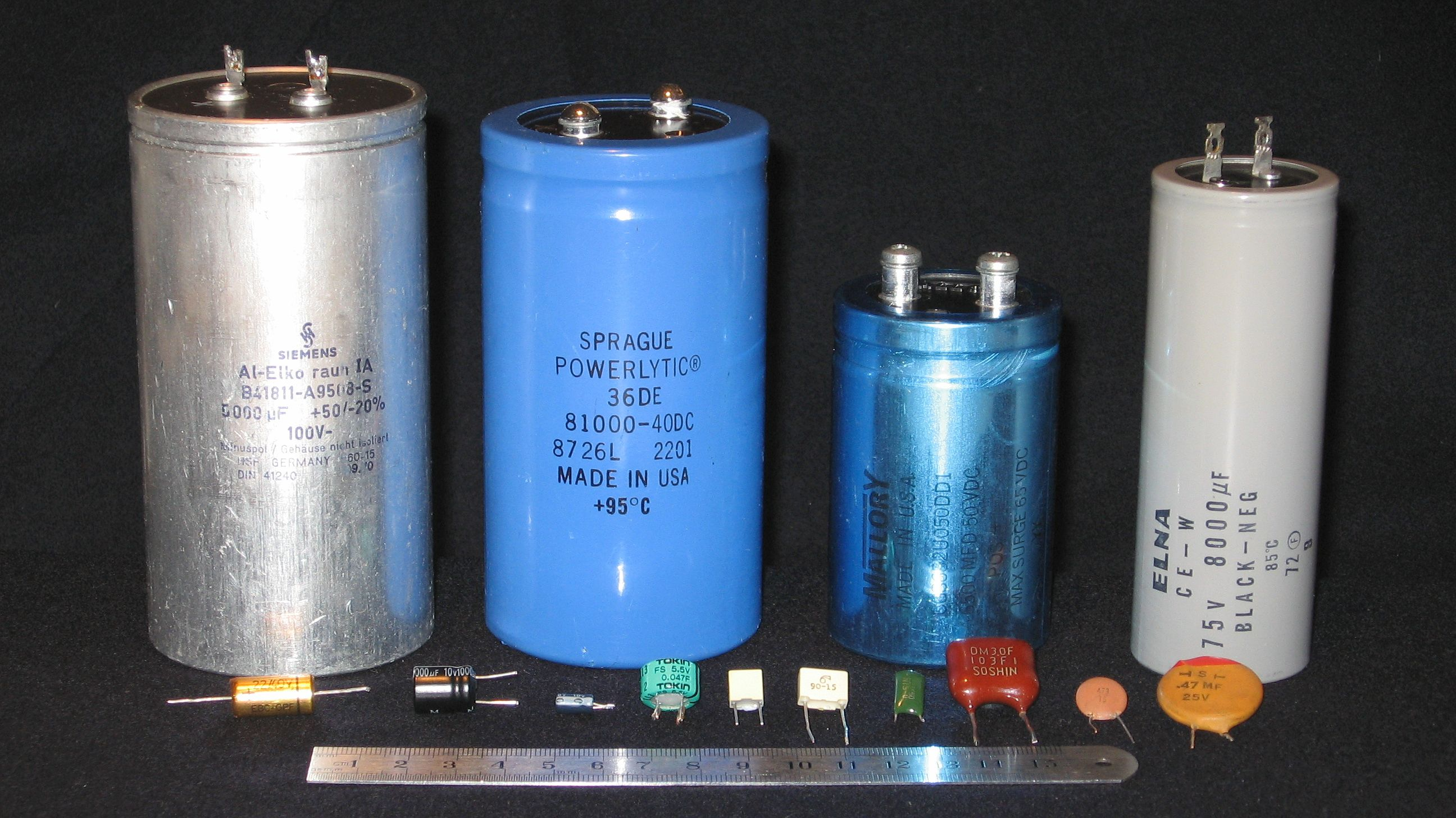
چند نوع خازن

در خازن‌های پلیستر برای سال‌های زیادی از کدهای رنگی بر روی بدنه آن‌ها استفاده می‌شد. در این کدها سه رنگ اول ظرفیت را نشان می‌دهند و رنگ چهارم تلرانس (درصد خطا) را نشان می‌دهد.
برای مثال قهوه‌ای - مشکی - نارنجی، به معنی ۱۰۰۰۰ پیکوفاراد یا ۱۰ نانوفاراد است. خازن‌های پلیستر امروزه به وفور در مدارات الکترونیک مورد استفاده قرار می‌گیرند. این خازن‌ها در برابر حرارت زیاد معیوب می‌شوند و بنابراین هنگام لحیم‌کاری باید به این نکته توجه داشت.
ترتیب رنگی خازن‌ها به ترتیب از ۰ تا ۹ به صورت زیر است:
سیاه، قهوه‌ای، قرمز، نارنجی، زرد، سبز، آبی، بنفش، خاکستری، سفید
خازن‌ها با هر ظرفیتی وجود ندارند. به‌طور مثال خازن‌های ۲۲ میکروفاراد یا ۴۷ میکروفاراد وجود دارند ولی خازن‌های ۲۵ میکروفاراد یا ۱۱۷ میکروفاراد وجود ندارند. دلیل اینکار چنین است:
فرض کنیم بخواهیم خازن‌ها را با اختلاف ظرفیت ده تا ده تا بسازیم؛ مثلاً ۱۰ و ۲۰ و ۳۰ و… در ابتدا خوب به‌نظر می‌رسد ولی وقتی که به ظرفیت مثلاً ۱۰۰۰ برسیم چه رخ می‌دهد؟ مثلاً ۱۰۰۰ و ۱۰۱۰ و ۱۰۲۰ و… که در اینصورت اختلاف بین خازن ۱۰۰۰ میکروفاراد با ۱۰۱۰ میکروفاراد بسیار کم است و فرقی با هم ندارند پس این مسئله معقول به‌نظر نمی‌رسد. برای ساختن یک رنج محسوس از ارزش خازن‌ها، می‌توان برای اندازه ظرفیت از مضارب استاندارد ۱۰ استفاده نمود؛ مثلاً ۴/۷ - ۴۷ - ۴۷۰ و… یا ۲/۲ - ۲۲۰ - ۲۲۰۰ و…

## کد عددی خازن‌ها
در خازن‌های الکترولیتی معمولاً ظرفیت به صورت یک عدد مشخص با واحد مربوطه‌اش (pf,nf و…) در کنار ولتاژ ذخیره‌سازی (حداکثر ولتاژ که در خازن ذخیره می‌شود) نوشته شده‌است. اما در سایر خازن‌ها یک عدد ۳ رقمی به همراه یک حرف انگلیسی (k , j یا m)نوشته شده‌است. برای محاسبهٔ ظرفیت این نوع خازن‌ها دو عدد اول را در ده به توان عدد سوم ضرب می‌کنیم که واحد را بر حسب پیکوفاراد به دست می‌دهد. برای مثال اگر روی خازنی عدد 684k نوشته شده باشد به این معنی است که ظرفیت این خازن برابر است با: ۱۰۰۰۰×۶۸ پیکوفاراد یعنی ۶۸۰ نانوفاراد یا ۰٫۶۸ میکروفاراد. حروف نیز به ترتیب بیانگر خطاهای پنج درصد برای j ده درصد برای k و بیست درصد برای m می‌باشند.
بر روی بدنه خازن های عدسی معمولا یک عدد درج می شود که نشان دهنده ظرفیت آن خازن است. این عدد می تواند 1 رقمی یا 2 رقمی یا 3 رقمی باشد. اگر عدد درج شده، 1 رقمی یا 2 رقمی بود، ظرفیت خازن برابر با همان عدد برحسب پیکوفاراد می شود. اگر عدد درج شده، 3 رقمی بود 2 رقم اول را نگه می داریم و به جای رقم سوم به همان تعداد صفر قرار می دهیم که در این صورت عدد حاصل برابر می شود با ظرفیت خازن برحسب پیکوفاراد. 
روشهای بسیار زیادی برای تست خازن‌ها وجود دارد ک اکثر این روشها ناقص هستند.
به عنوان مثال بعضی از تعمیرکاران بردهای الکترونیکی، برای تست خازن از رنج خازن سنج مولتی متر استفاده می‌کنند ک به این صورت می‌باشد، پراپ‌های مولتی متر رو به رو سر خازن مورد نظر قرار می‌دهند و کلید سلکتوری مولتی متر رو هم روی تست خازن. سپس بعد از چند ثانیه (این زمان بستگی ب ظرفیت خازن دارد) ظرفیت خازن نمایش داده می‌شود. ولی نکته ای ک باید ب آن اشاره کرد این است ک مولتی مترها برای تست ظرفیت خازن از اعمال جریان DC به دو سر خازن استفاده می‌کنند و سپس ظرفیت خازن رو حدس خواهند زد. ولی به هیچ عنوان مولتی مترها نمی‌توانند به صورت دقیق تست‌های یک خازن رو انجام دهند. تست‌هایی از قبیل تست ظرفیت، تست ضریب تلفات، زاویه تتا، تست مقاومت داخلی خازن یا همان esr.
به همین منظور برای تست خازن باید از LCR متر استفاده کرد، این دستگاه‌ها با اعمال جریان ac در فرکانسهای مختلف خازن رو مورد تست قرار می‌دهند و پارامترهای مهم و حیاتی خازن رو مورد آزمایش دقیق قرار می‌دهند.

## واژه‌نامه
1. ↑  jar

هرچی